# Discografia dei White Lion
La seguente è una discografia comprensiva del gruppo musicale statunitense White Lion.
I White Lion si sono formati a New York nel 1983 dall'incontro tra il cantante danese Mike Tramp e il chitarrista italoamericano Vito Bratta. Attivo principalmente tra gli anni '80 e l'inizio dei '90, il gruppo ha pubblicato il suo album di debutto Fight to Survive nel 1985. Il successo è arrivato pochi anni più tardi con i singoli Wait (ottavo posto in classifica) e When the Children Cry (terzo posto) estratti dal secondo album, il multi-platino Pride. La band ha confermato la sua popolarità con il terzo album Big Game, mentre il relativo insuccesso del quarto lavoro Mane Attraction ha portato il gruppo allo scioglimento nel 1992.
La band è stata successivamente riformata da Mike Tramp nel 1999 con tutti nuovi musicisti, seguito da un tentativo fallito di riformare il gruppo originario e alcune questioni legali sorte nel 2004. La nuova formazione ha pubblicato l'album dal vivo Rocking the USA nel 2005 e il disco di inediti Return of the Pride nel 2008.

## Album

### Album in studio
| Anno | Titolo | Classifiche | Classifiche | Classifiche | Classifiche | Classifiche | Classifiche | Classifiche | Classifiche | Classifiche | Certificazioni                  |
| Anno | Titolo | US          | CAN         | FIN         | GER         | NLD         | NOR         | SWE         | SWI         | UK          | Certificazioni                  |
| ---- | --- | ----------- | ----------- | ----------- | ----------- | ----------- | ----------- | ----------- | ----------- | ----------- | ------------------------------- |
| 1985 | Fight to Survive - Pubblicato il 9 novembre 1985 - Etichetta: Atlantic Records - Formati: LP, CD, MC                                               | 151         | –           | –           | –           | –           | –           | –           | –           | –           |                                 |
| 1987 | Pride - Pubblicato il 21 giugno 1987 - Etichetta: Atlantic Records - Formati: LP, CD, MC                                                           | 11          | 44          | –           | –           | –           | –           | 30          | –           | –           | - US: 2× Platino - CAN: Platino |
| 1989 | Big Game - Pubblicato il 10 agosto 1989 - Etichetta: Atlantic Records - Formati: LP, CD, MC                                                        | 19          | 28          | 21          | 38          | 88          | 14          | 13          | 16          | 47          | - US: Oro                       |
| 1991 | Mane Attraction - Pubblicato il 2 aprile 1991 - Etichetta: Atlantic Records - Formati: CD, LP, MC                                                  | 61          | –           | 25          | 35          | –           | –           | 23          | 11          | 31          |                                 |
| 1999 | Remembering White Lion - Pubblicato il 5 ottobre 1999 (ripubblicato nel 2004 con il titolo Last Roar) - Etichetta: Cleopatra Records - Formati: CD | –           | –           | –           | –           | –           | –           | –           | –           | –           |                                 |
| 2008 | Return of the Pride - Pubblicato il 14 marzo 2008 - Etichetta: Frontiers Records - Formati: CD, download digitale                                  | –           | –           | –           | –           | –           | –           | –           | –           | –           |                                 |

### Raccolte
| Anno | Titolo |
| ---- | --- |
| 1992 | The Best of White Lion - Pubblicato il 15 settembre 1992 - Etichetta: Atlantic Records - Formati: CD, LP, MC                                                    |
| 2000 | White Lion Hits - Pubblicato nel 2000 (ripubblicato nel 2007 con il titolo When the Children Cry and Other Hits) - Etichetta: Rhino Entertainment - Formati: CD |
| 2006 | Anthology 83-89 - Pubblicato il 27 giugno 2006 - Etichetta: Cleopatra Records - Formati: CD                                                                     |
| 2007 | The Deefinitive Rock Collection - Pubblicato il 23 gennaio 2007 - Etichetta: Atlantic Records - Formati: CD                                                     |

### Album dal vivo
| Anno | Titolo                                                                                      |
| ---- | ------------------------------------------------------------------------------------------- |
| 2005 | Rocking the USA - Pubblicato l'8 novembre 2005 - Etichetta: Frontiers Records - Formati: CD |

## Singoli
| Anno | Singolo                       | Classifiche | Classifiche        | Classifiche | Classifiche | Classifiche | Classifiche | Album di provenienza |
| Anno | Singolo                       | US          | US Mainstream Rock | CAN         | NLD         | SWE         | UK          | Album di provenienza |
| ---- | ----------------------------- | ----------- | ------------------ | ----------- | ----------- | ----------- | ----------- | -------------------- |
| 1986 | Broken Heart                  | –           | –                  | –           | –           | –           | –           | Fight to Survive     |
| 1987 | Wait                          | 8           | 18                 | 48          | –           | –           | 88          | Pride                |
| 1988 | Tell Me                       | 58          | 25                 | –           | –           | –           | –           | Pride                |
| 1988 | When the Children Cry         | 3           | 7                  | 5           | –           | 7           | 88          | Pride                |
| 1988 | All You Need Is Rock 'n' Roll | –           | –                  | –           | –           | –           | –           | Pride                |
| 1989 | Little Fighter                | 52          | 12                 | 65          | –           | –           | –           | Big Game             |
| 1989 | Radar Love                    | 59          | –                  | –           | –           | –           | –           | Big Game             |
| 1990 | Cry for Freedom               | –           | –                  | –           | 19          | –           | –           | Big Game             |
| 1990 | Goin' Home Tonight            | –           | –                  | –           | –           | –           | –           | Big Game             |
| 1991 | Love Don't Come Easy          | –           | 24                 | –           | –           | –           | –           | Mane Attraction      |
| 1991 | Broken Heart '91              | –           | –                  | –           | –           | –           | –           | Mane Attraction      |
| 1991 | Lights and Thunder            | –           | –                  | –           | –           | –           | 95          | Mane Attraction      |
| 1991 | Out with the Boys             | –           | –                  | –           | –           | –           | –           | Mane Attraction      |
| 2008 | Dream                         | –           | –                  | –           | –           | –           | –           | Return of the Pride  |
| 2008 | Live Your Life                | –           | –                  | –           | –           | –           | –           | Return of the Pride  |

## Videografia

### Album video
| Anno | Titolo |
| ---- | --- |
| 1992 | Escape from Brooklyn - Pubblicato il 3 febbraio 1992 - Etichetta: Atlantic Records - Formati: VHS          |
| 2005 | Concert Anthology: 1987-1991 - Pubblicato il 4 ottobre 2005 - Etichetta: Cleopatra Records - Formati: DVD  |
| 2008 | Bang Your Head Festival 2005 - Pubblicato il 5 dicembre 2008 - Etichetta: Frontiers Records - Formati: DVD |

### Video musicali
| Anno | Titolo                          |
| ---- | ------------------------------- |
| 1985 | Broken Heart                    |
| 1988 | Wait                            |
| 1988 | Tell Me                         |
| 1988 | When the Children Cry           |
| 1989 | Little Fighter                  |
| 1989 | Radar Love                      |
| 1990 | Cry for Freedom                 |
| 1990 | Goin' Home Tonight              |
| 1991 | Love Don't Come Easy            |
| 1991 | Broken Heart '91                |
| 1992 | Farewell to You                 |
| 2005 | Lights and Thunder (Video Live) |